# Univerzalni vojnik
Univerzalni vojnik (engl. Universal Soldier) je američki naučnofantastični akcioni film iz 1992. režisera Rolanda Emeriha. Glavne uloge tumače Žan-Klod Van Dam i Dolf Lundgren koji glume vojnike koji su se međusobno poubijali tokom rata u Vijetnamu, ali su u sklopu tajnog vojnog projekta, uz nekoliko drugih vojnika, reanimirani.

## Radnja filma
Luk Devero i Endru Skot su američki vojnici koji su poginuli za vreme Vijetnamskog rata. Iako su poginuli, njihova tela su zamrznuta i prebačena u tajno postrojenje gde ih je tim naučnika predvođenih pukovnikom Perijem, zajedno s ostalim poginulim vojnicima, pretvorio u super-vojnike poznate kao UniVoj.
Tako stvorena elitna jedinica, korišćena je u antiterorističkim akcijama u kojima su pripadnici jedinice iskazivali veliku fizičku snagu i izdržljivost, što je izazvalo sumnju reporterke Veronike Roberts koja je pratila rad specijalne jedinice. Luk, sada jedan od vojnika poznat po kodu GR44, počinje da se priseća svoje prošlosti i udružuje se s novinarkom Veronikom, zbog čega oboje postaju pretnja vojnom establišmentu koji protiv njih šalje policiju i specijalne vojnike predvođene Endru Skotom (GR13).

## Uloge
- Žan-Klod Van Dam - Luk Devero GR44
- Dolf Lundgren - narednik Endru Skot GR13
- Ali Voker - Veronika Roberts
- Ed O'Ros - pukovnik Peri
- Leon Ripi - doktor Vudvord
- Majkl Vajt - vojnik
- Ralf Meler - GR76
- Tomi Tajni Lister - GR55
- Tomas Rozales mlađi - vođa terorista
- Džeri Orbak - doktor Kristofer Gregor
- Rens Hauard - Džon Devero
- Lilijan Šoven - gospođa Devero

## Spoljašnje veze
- Universal Soldier na sajtu  (jezik: engleski)
- Universal Soldier na sajtu AllMovie (jezik: engleski)
- Universal Soldier na sajtu  (jezik: engleski)
- Universal Soldier na sajtu  (jezik: engleski)
- (језик: енглески)